# جام قهرمانان کونکاکاف ۱۹۸۴
جام قهرمانان کونکاکاف ۱۹۸۴ بیستمین دوره مسابقات بین‌المللی فوتبال باشگاهی سالانه جام قهرمانان کونکاکاف بود که در منطقه کونکاکاف (آمریکای شمالی، آمریکای مرکزی و دریای کارائیب) برگزار شد. مسابقات از ۱۵ مارس تا ۲۱ اکتبر انجام شد.
تیم‌ها به ۲ منطقه (آمریکای شمالی و مرکزی و کارائیب) تقسیم شدند، که هر کدام تیم برنده را برای شرکت در مسابقات نهایی فرستادند. مسابقات به صورت رفت و برگشت برگزار شد. بعد از لغو شدن دیدار نهایی بین برندگان هر منطقه، باشگاه ویولیت به عنوان قهرمان مسابقات معرفی شد.

## منطقه آمریکای شمالی/مرکزی

### مرحله اول
| تیم ۱                      | نتیجه نهایی | تیم ۲          | بازی رفت | بازی برگشت |
| -------------------------- | ----------- | -------------- | -------- | ---------- |
| پوماس اوناه                | ۱–۲         | پوئبلا         | ۰–۰      | ۱–۲        |
| آگویلا                     | ۲–۷         | گوادالاخارا    | ۲–۴      | ۰–۳        |
| ساگرادا فامیلیا            | ۰–۰ (۵–۳ پ) | سوئیچتپکز      | ۰–۰      | ۱–۱        |
| کامیونیکیشنس               | ۳–۱         | فاس            | ۱–۱      | ۲–۰        |
| نیویورک پانسیپریان-فریدامز | w/o         | هتل اینترنشنال | w/o      | w/o        |
| جکسون‌ویل تی من             | ۴–۰         | چیریلانکو      | ۰–۰      | ۴–۰        |
| ویدا                       | w/o         | چوریلو         | w/o      | w/o        |

### مرحله دوم
| تیم ۱                      | نتیجه نهایی  | تیم ۲           | بازی رفت | بازی برگشت |
| -------------------------- | ------------ | --------------- | -------- | ---------- |
| ویدا                       | ۲–۰          | ساگرادا فامیلیا | ۱–۰      | ۱–۰        |
| نیویورک پانسیپریان-فریدامز | ۲–۲ (۴–۲ پ.) | پوئبلا          | ۰–۰      | ۲–۲ (aet)  |
| گوادالاخارا                | w/o          | جکسون‌ویل تی من  | w/o      | w/o        |
| کامیونیکیشنس               | استراحت      |                 |          |            |

### مرحله سوم
| تیم ۱                      | نتیجه نهایی | تیم ۲       | بازی رفت | بازی برگشت |
| -------------------------- | ----------- | ----------- | -------- | ---------- |
| کامیونیکیشنس               | ۱–۴         | گوادالاخارا | ۰–۰      | ۱–۴        |
| نیویورک پانسیپریان-فریدامز | ۳–۲         | ویدا        | ۱–۱      | ۲–۱        |

### مرحله چهارم
| تیم ۱                      | نتیجه نهایی | تیم ۲       | بازی رفت | بازی برگشت |
| -------------------------- | ----------- | ----------- | -------- | ---------- |
| نیویورک پانسیپریان-فریدامز | *           | گوادالاخارا |          |            |

مسابقه که در ابتدا قرار بود به صورت تک‌بازی در ۲۲ ژانویه ۱۹۸۵ برگزار شود، تا مارس به تاخیر خورد، تا اینکه هردو باشگاه در ۲۷ فوریه از مسابقات کنار گذاشته شدند. نیویورک پانسیپریان-فریدامز قرار بود بازی را در ورزشگاه یادبود کولیسیم لس آنجلس برگزار کند، اما تاریخ مسابقه با برنامه‌های لیگ برای گوادالاخارا مغایرت داشت.

## منطقه کارائیب

### مرحله اول
| تیم ۱     | نتیجه نهایی | تیم ۲        | بازی رفت | بازی برگشت |
| --------- | ----------- | ------------ | -------- | ---------- |
| ایگل نویر | ۰–۱         | ویکتوری بویز | ۰–۰      | ۰–۱        |
| اس‌یوبی‌تی  | ۱–۱ ۱       | سینی نویر    | ۰–۰      | ۱–۱        |

۱ هر دو باشگاه به دلیل پرداخت دیرهنگام مبلغ ورودی محروم شدند.

### مرحله دوم
| تیم ۱  | نتیجه نهایی | تیم ۲        | بازی رفت | بازی برگشت |
| ------ | ----------- | ------------ | -------- | ---------- |
| ویولیت | ۶–۰         | ویکتوری بویز | ۳–۰      | ۳–۰        |

### مرحله سوم
| تیم ۱           | نتیجه نهایی | تیم ۲  | بازی رفت | بازی برگشت |
| --------------- | ----------- | ------ | -------- | ---------- |
| اسپورت گویانایس | ۲–۲         | ویولیت | نامعلوم  | ۲–۲        |

## فینال
ویولیت بعد از حذف شدن تیم‌های نیویورک پانسیپریان-فریدامز و گوادالاخارا، عنوان قهرمانی را بدست آورد.